# Sandalia triticea
Sandalia triticea is een slakkensoort uit de familie van de Ovulidae. De wetenschappelijke naam van de soort werd in 1810 voor het eerst geldig gepubliceerd door Jean-Baptiste de Lamarck.